# Second Honeymoon (film din 1930)
A doua lună de miere (Second Honeymoon) este un film american de comedie dramatică din 1930 care a fost regizat de Phil Rosen⁠(d). Are în rolurile principale actorii Josephine Dunn, Edward Earle și Ernest Hilliard și a fost lansat în septembrie 1930. Este un film mut (cu secvențe sonore).

## Lista de distribuție
- Josephine Dunn ca Mary Huntley
- Edward Earle ca Jim Huntley
- Ernest Hilliard ca maiorul Ashbrook
- Bernice Elliott ca Edith
- Fern Emmett ca servitoarea
- Harry Allen ca șerif
- Henry Roquemore ca ajutor de șerif